# Glicine (singolo)
Glicine è un singolo della cantante italiana Noemi, pubblicato il 3 marzo 2021 come primo estratto dal sesto album in studio Metamorfosi.
Il brano è stato presentato in gara dalla cantante al 71º Festival di Sanremo nella categoria "Campioni", segnando la sua sesta partecipazione complessiva alla manifestazione, giungendo al quattordicesimo posto nella classifica finale.

## Descrizione
Scritto da un collettivo di autori firmatisi sotto lo pseudonimo di Tattroli (di cui fa parte anche Mahmood), insieme a Ginevra, Dardust e Francesco Fugazza, il brano tratta il tema della rinascita, raccontando nello specifico la storia di una donna che trova la forza di rinnovarsi dopo la conclusione di una storia d'amore nonostante le emozioni nostalgiche del suo ricordo. A proposito dell'immagine del glicine, da cui il significato del testo, l'artista ha dichiarato:
Dal punto di vista musicale, Glicine è stato composto in chiave Mi bemolle maggiore con un tempo di 140 battiti per minuto.

## Accoglienza
Simone Zani di All Music Italia descrive il brano «difficile da comprendere con un solo ascolto», ma apprezzandone la ricerca sonora e lessicale.
Billboard Italia riporta l'attenzione sul percorso della cantante, affermando che «Noemi è sicuramente cambiata e ci vuole raccontare questa svolta con questo brano, Glicine come la pianta con i fiori delicati ma le radici ben salde». Rolling Stone Italia descrive Glicine come la «parabola di metamorfosi femminile», concludendo che si tratti di «un'eleganza pop, forse un po' prevedibile».

## Video musicale
Il video, diretto da Attilio Cusani, è stato pubblicato contestualmente all'uscita del singolo attraverso il canale YouTube della cantante.

## Tracce
Testi di Tattroli e Ginevra Lubrano, musiche di Dario Faini, Ginevra Lubrano e Francesco Fugazza.
1. Glicine – 3:36

## Classifiche

### Classifiche settimanali
| Classifica (2021) | Posizione massima |
| ----------------- | ----------------- |
| Italia            | 12                |

### Classifiche di fine anno
| Classifica (2021) | Posizione |
| ----------------- | --------- |
| Italia            | 94        |